# OFC Beach Soccer Championship 2019
L'OFC Beach Soccer Championship 2019 è la 6ª edizione di questo torneo.
Inizialmente era previsto che si svolgesse dal 15 al 22 settembre 2018. Tuttavia, nell'agosto 2018, è stato annunciato che il torneo era stato rinviato a giugno 2019 per consentire a più squadre di partecipare.
Le Isole Salomone erano i campioni in carica, ma non sono riuscite a difendere il titolo a vantaggio di Tahiti, che si è anche qualificata al Campionato mondiale di beach soccer 2019.

## Squadre partecipanti
Thierry Ariiotima, presidente della FTF, ha dichiarato che la nuova programmazione del campionato del 2019 consentirebbe ad almeno sei nazioni di partecipare all'evento. Alla fine sono state confermate cinque squadre.
- Nuova Caledonia
- Isole Salomone
- Tahiti

- Tonga
- Vanuatu

## Girone di qualificazione

### Girone
| Pos | Team            | G | V | V+ | VR | P | GF | GS | +/- | P  |
| --- | --------------- | - | - | -- | -- | - | -- | -- | --- | -- |
| 1   | Tahiti          | 4 | 4 | 0  | 0  | 0 | 52 | 9  | +43 | 12 |
| 2   | Isole Salomone  | 4 | 3 | 0  | 0  | 1 | 19 | 14 | +5  | 9  |
| 3   | Vanuatu         | 4 | 2 | 0  | 0  | 2 | 33 | 22 | +11 | 6  |
| 4   | Nuova Caledonia | 4 | 1 | 0  | 0  | 3 | 17 | 27 | -10 | 3  |
| 5   | Tonga           | 4 | 0 | 0  | 0  | 4 | 6  | 55 | -49 | 0  |

| Squadra 1       | Risultato   | Squadra 2       |
| --------------- | ----------- | --------------- |
| Isole Salomone  | 2-0 report  | Nuova Caledonia |
| Tahiti          | 8-2 report  | Vanuatu         |
| Isole Salomone  | 4-2 report  | Vanuatu         |
| Tahiti          | 23-1 report | Tonga           |
| Isole Salomone  | 7-1 report  | Tonga           |
| Vanuatu         | 14-7 report | Nuova Caledonia |
| Nuova Caledonia | 10-1 report | Tonga           |
| Tahiti          | 11-6 report | Isole Salomone  |
| Vanuatu         | 15-3 report | Tonga           |
| Tahiti          | 10-0 report | Nuova Caledonia |

## Finali

### 3º-4º posto
| Squadra 1       | Risultato      | Squadra 2 |
| --------------- | -------------- | --------- |
| Nuova Caledonia | 8-7 dts report | Vanuatu   |

### Finali
| Squadra 1 | Risultato  | Squadra 2      |
| --------- | ---------- | -------------- |
| Tahiti    | 4-3 report | Isole Salomone |

## Squadra qualificate al Campionato mondiale di beach soccer 2019
Le seguenti sono le due squadre qualificate al Campionato mondiale di beach soccer 2019.
| Squadra | Data di qualificazione | Precedenti nel CMBS (dal 2005) |
| ------- | ---------------------- | ------------------------------ |
| Tahiti  | 2019 giugno 22         | 4 (2011, 2013, 2015, 2017)     |